# Mammut (Wappentier)

Muster des Wappentieres

Das Mammut ist in der Heraldik ein recht seltenes Wappentier. Oft gelangt es ins Wappen, wenn in Ortsnähe bei archäologischen Grabungen ein Skelett oder Teile aufgefunden wurde.
Dargestellt wird es wie ein Elefant mit übergroßen gebogenen Stoßzähnen und mit abfallenden Rücken. Es ist heraldisch wenig durchdrungen, aber doch im Wappen gut vom Elefanten zu unterscheiden. Die Haut des Tieres wird wollig-zottlich im Grauton dargestellt, Abweichungen sind in der Wappenbeschreibung zu erwähnen. Die Hauptstellung ist nach heraldisch rechts. Oft ist der rechte Vorderfuß angehoben.
Auch die Darstellung der Stoßzähne ist möglich, aber von anderen (Beispiel Elefantenzähne) schlecht zu unterscheiden. Mammutstoßzähne werden oft als Bewehrung abweichend von Silber/Weiß tingiert und sind dann in der Blasonierung zu erwähnen.

Beispiele
franz. Gemeinde Prignac-et-Marcamps
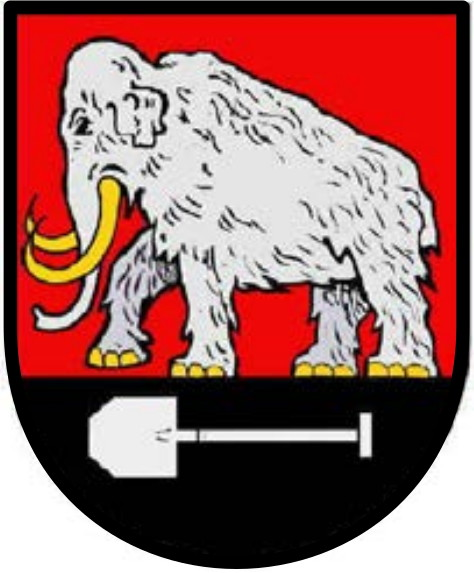
Gemeindewappen von Seedorf (bei Zeven)
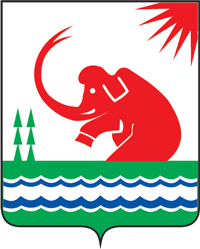
Srednekolymsk (Russland)
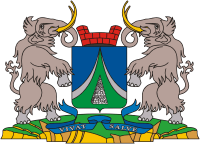
Im ukrainischen Dorf Meschyritsch (Tscherkassy) als Schildhalter